# Kadiluk
Kadikuk (tur. kadılık, od kadı — „sudija” prema arap. qaḍā’ — „suđenje”), u Osmanskom carstvu bilo je područje sudijske vlasti jednog kadije (sudije). Kako su kadije, uz sudijsku vlast, bili nadležne i za vojnu i građansko-upravnu vlast, i kontrolu sprovođenja zakonitosti svih pravnih akata, kadiluk je bio stvarna upravna jedinica u Osmanskom carstvu.
Kadiluk se sastojao od više nahija, a više kadiluka obrazovalo je sandžak, najčešću i skoro redovnu upravnua jedinicu koja se nalazila između osnovnih redovnih upravnih jedinica, sandžaka i nahije.

## Poreklo reči
Kadiluk je po poreklu arapska reč od reči kadi — „kadija”, „sudija” i turskog nastavka — lik, i ima isto značenje, za sudijsku oblast i za samo kadijsko zvanje.

## Značenje reči
Reč kadiluk je služila za označavanje upravnog termin u sistemu turske upravne podele na područje na kojem se protezala stvarna i teritorijalna nadležnost jednog kadije. Kako su kadije u turskom državnom uređenju bile prvenstveno predstavnici pravosuđa, po tome je i kadiluk bila jedinica sudskog uređenja.
Međutim kako su kadije u Turskoj imale vrlo široke čisto upravne nadležnosti, to je kadiluk kao teritorija na koju se protezala nadležnost jednog kadije bila prave upravna jedinica u svim oblastima u kojima je bilo muslimana.
Svaki kadiluk obuhvatao je veći ili manji broj nahija. A prema tome da li je brojčana snaga muslimanskog stanovništva u izvesnom području bila manja ili veća i kadluci su obuhvatali različite veličine teritorije.
Ako je u jednom sandžaku muslimansko stanovništvo bilo malobrojno, onda se teritorija kadiluka mogla da poklapa sa teritorijom čitavog sandžaka. U sudskoj praksi je bilo i čitavih sandžaka u kojima je postojao samo jedan kadiluk.
Takođe teritorija jednog kadiluka, odnosno nadležnost kadija jednog kadiluka nije se morala poklapati ni sa granicama dotičnog sandžaka, nego je mogla da prelazi preko tih granica i da obuhvata nahije drugog sandžaka. Ako se u jednoj oblasti broj muslimanskog stanovništva povećavao-islamizacijom ili kolonizacijom onda se, paralelno sa tim procesom, uvečavao i broj kadiluka.

## Literatura
- Felix M. Pareja, Islamologia, Roma, Orbis Catholicus, 1950.
- RoyalArk- Ottoman Turkey, su 4dw.net.
- Kaliduk, in CD-ROM v. 1.0, 1999.
- Lewis, Bernard, The Political Language of Islam, ., p.
- Wittek, Paul; & Heywood, Colin, translator, The Rise of the Ottoman Empire, .
- Holt, Peter M., ed., The Cambridge History of Islam: Volume 1, The Central Islamic Lands, .
- Robinson, Chase, Islamic Historiography, .
- Іналджик Г. Османська імперія. Класична доба 1300—1600. К., 1998;
- Бушаков В. Кадилики і каймаканства в Кримському ханстві (XVIII ст.). «Східний світ», 1998, № 1—2;
- Крисаченко В.С. Історія Криму: Кримське ханство. К., 2000.